# AKB48コント「何もそこまで…」
AKB48コント「何もそこまで…」（エーケービーフォーティエイトコント なにもそこまで）は、2013年7月26日から2014年3月21日までひかりTVチャンネル1で放送されたバラエティ番組で、AKB48の冠番組。
『AKB48コント「びみょ〜」』に次ぐ、AKB48が出演する本格コント番組第2弾。

## 出演者
- AKB48
  - チームA：伊豆田莉奈、入山杏奈、岩田華怜、大島涼花、川栄李奈、菊地あやか、佐々木優佳里、佐藤すみれ、高橋朱里、高橋みなみ、田野優花、松井咲子、森川彩香、横山由依、渡辺麻友
  - チームK：阿部マリア、内田眞由美、大島優子、北原里英、倉持明日香、島田晴香、近野莉菜、中田ちさと、永尾まりや、平田梨奈、藤田奈那、前田亜美、宮崎美穂、武藤十夢
  - チームB：石田晴香、市川美織、岩佐美咲、梅田彩佳、大場美奈、大家志津香、柏木由紀、片山陽加、加藤玲奈、小嶋菜月、島崎遥香、高城亜樹、竹内美宥、田名部生来、中村麻里子、名取稚菜、藤江れいな、山内鈴蘭、渡辺美優紀
  - チーム4：相笠萌、岩立沙穂、内山奈月、高島祐利奈、橋本耀、前田美月、峯岸みなみ、村山彩希、茂木忍

- SNH48
  - チームSII：宮澤佐江

- 卒業生
  - チームA：篠田麻里子
  - チームK：板野友美、秋元才加

## 放送日程
メンバーがソロで出演しているコント (短編) は、タイトル末尾に「～のコーナー」が付くケースがあるが、ここでは省略。同一回でシリーズ系のコントが、出演者や内容を変えて複数回放送される場合があるが、全て別として見なす。
| 回 | 放送日          | コント (内容) | 出演者 (AKB48) ※放送時卒業メンバー含む                                                                               | その他出演者                                                                       |
| -- | --------------- | --- | --- | ---------------------------------------------------------------------------------- |
| 1  | 2013年 7月26日  | ミニミニドキュメント 篠田麻里子最後のコント (※冒頭挿入)                                                                                 | 篠田麻里子 |                                                                                    |
| 1  | 2013年 7月26日  | Humanoid Mariko | 篠田麻里子、秋元才加、大場美奈                                                                                       | 足つぼマッサージ師                                                                 |
| 1  | 2013年 7月26日  | 横山由依のいじ悪クイズ | 横山由依 |                                                                                    |
| 1  | 2013年 7月26日  | ゆうこおねえさんとあそぼう | 大島優子、片山陽加、島田晴香、名取稚菜                                                                               | 子ども (6名)                                                                       |
| 1  | 2013年 7月26日  | 検証戦隊 試したガ～ルズ | 柏木由紀、島崎遥香、横山由依                                                                                         | 子ども (2名)                                                                       |
| 1  | 2013年 7月26日  | どうでもいいジェスチャークイズ | 大島優子 |                                                                                    |
| 2  | 2013年 8月2日   | AKBメンバーの応援メッセージ入り写真を 待受画面にしてちょっとうれしい気分になろう                                                        | 板野友美、島崎遥香                                                                                                   | 中附智貴 (番組ラインプロデューサー)                                                |
| 2  | 2013年 8月2日   | 悲しいレストラン | 柏木由紀、島崎遥香、藤江れいな、横山由依                                                                             |                                                                                    |
| 2  | 2013年 8月2日   | どうでもいいジェスチャークイズ | 大島優子 |                                                                                    |
| 2  | 2013年 8月2日   | AKB48握手会 | 秋元才加、市川美織、菊地あやか、北原里英、島田晴香、 永尾まりや、藤江れいな、山内鈴蘭                                | 曙太郎                                                                             |
| 2  | 2013年 8月2日   | ゆきりんのこれどこの駅の音? | 柏木由紀 |                                                                                    |
| 2  | 2013年 8月2日   | 地獄ではお静かに | 秋元才加、市川美織、北原里英、島田晴香、永尾まりや                                                                   | おじいちゃん                                                                       |
| 3  | 2013年 8月10日  | 岩、動く (※冒頭挿入) | 内田眞由美 | 内間一彰 (番組ディレクター)、中附P 番組スタッフ (4名)                              |
| 3  | 2013年 8月10日  | 地獄ではお静かに | 伊豆田莉奈、入山杏奈、内田眞由美、北原里英、田野優花                                                                 | アジャ・コング、おじいちゃん                                                       |
| 3  | 2013年 8月10日  | 川栄の大人気ないけど、それでもいいのだ!                                                                                                 | 川栄李奈 | 子ども (6名)                                                                       |
| 3  | 2013年 8月10日  | ふなっしー | 大場美奈、菊地あやか、北原里英、島田晴香、永尾まりや、 藤江れいな                                                    |                                                                                    |
| 3  | 2013年 8月10日  | 岩のおまけ (※末尾挿入) | 内田眞由美 | アジャ・コング                                                                     |
| 4  | 2013年 8月16日  | スマホ | 北原里英、島田晴香、高橋朱里、中村麻里子                                                                             |                                                                                    |
| 4  | 2013年 8月16日  | 歌う刑事 | 柏木由紀、大場美奈、市川美織、菊地あやか、藤江れいな                                                                 |                                                                                    |
| 4  | 2013年 8月16日  | ゆうこおねえさんとあそぼう | 大島優子、片山陽加、島田晴香、名取稚菜                                                                               | 子ども (6名)                                                                       |
| 4  | 2013年 8月16日  | 島田晴香のがんばった分だけ尺がもらえる                                                                                                  | 島田晴香 |                                                                                    |
| 4  | 2013年 8月16日  | 伝説の仕分け人 | 入山杏奈、大場美奈、佐々木優佳里、高橋朱里、田野優花                                                                 | 中附P                                                                              |
| 4  | 2013年 8月16日  | 横山由依のいじ悪クイズ | 横山由依 |                                                                                    |
| 5  | 2013年 8月23日  | ミネギえもん | 峯岸みなみ、川栄李奈、菊地あやか、島田晴香                                                                           | 川村エミコ (たんぽぽ)、悪役商会 (2名)                                              |
| 5  | 2013年 8月23日  | AKBメンバーの応援メッセージ入り写真を 待受画面にしてちょっとうれしい気分になろう                                                        | 柏木由紀、島崎遥香                                                                                                   | 中附P                                                                              |
| 5  | 2013年 8月23日  | ゆうこおねえさんとあそぼう | 大島優子、片山陽加、島田晴香、名取稚菜                                                                               | 子ども (6名)                                                                       |
| 5  | 2013年 8月23日  | ゆきりんのこれどこの駅の音? | 柏木由紀 |                                                                                    |
| 5  | 2013年 8月23日  | メイクの川栄さん | 川栄李奈、菊地あやか、島田晴香                                                                                       | ランディ・マッスル                                                                 |
| 5  | 2013年 8月23日  | 横山由依のいじ悪クイズ | 横山由依 |                                                                                    |
| 6  | 2013年 8月30日  | 岩の売り込み | 内田眞由美 ※サイドスーパーとして全て出演                                                                             | 内間D、山本航平 (番組AD）                                                          |
| 6  | 2013年 8月30日  | 検証戦隊 試したガ～ルズ | 柏木由紀、島崎遥香、横山由依                                                                                         | 子ども (2名)                                                                       |
| 6  | 2013年 8月30日  | 峯方峯樹 世界を釣る | 菊地あやか、島田晴香、峯岸みなみ、森川彩香                                                                           | スタッフ (2名)                                                                     |
| 6  | 2013年 8月30日  | ゆきりんのこれどこの駅の音? | 柏木由紀 |                                                                                    |
| 7  | 2013年 9月6日   | 百獣の王ともちんライオンの一発チャレンジ                                                                                                | 板野友美、岩田華怜、大島涼花、森川彩香                                                                               |                                                                                    |
| 7  | 2013年 9月6日   | AKB48板野友美 最後のコント | 板野友美、大島涼花、宮澤佐江 (SNH48)                                                                                 | 高山善廣 内間D、中附P                                                              |
| 7  | 2013年 9月6日   | 妖精リップちゃん | 板野友美、峯岸みなみ、宮澤佐江 (SNH48)                                                                               |                                                                                    |
| 7  | 2013年 9月6日   | 百獣の王ともちんライオンの一発チャレンジ                                                                                                | 板野友美、岩田華怜、大島涼花、森川彩香                                                                               |                                                                                    |
| 7  | 2013年 9月6日   | 百獣の王ともちんライオンの一発チャレンジ                                                                                                | 板野友美、岩田華怜、大島涼花、森川彩香                                                                               |                                                                                    |
| 8  | 2013年 9月13日  | まゆゆの本音 DEATH OF SATAN | 渡辺麻友、梅田彩佳、大場美奈、大家志津香                                                                             | ケルベロス榊原、ルシファー山本 ミノタウルス田場                                    |
| 8  | 2013年 9月13日  | 手慣れたおつかい | 大家志津香、大場美奈、川栄李奈、中村麻里子、山内鈴蘭                                                                 |                                                                                    |
| 8  | 2013年 9月13日  | キレイ好きの強盗 | 大場美奈、中村麻里子、山内鈴蘭                                                                                       |                                                                                    |
| 8  | 2013年 9月13日  | テンパるヘアメイクさんたち | 梅田彩佳、大場美奈、大家志津香、川栄李奈                                                                             |                                                                                    |
| 9  | 2013年 9月20日  | 2013年8月28日 秋元才加 AKB48卒業 | 秋元才加 | 川村エミコ (たんぽぽ)、内間D、中附P 番組カメラマン (5名)、番組作家                 |
| 9  | 2013年 9月20日  | 熱血なセコンド | 大場美奈、中村麻里子                                                                                                 | 内藤大助、内藤の対戦相手                                                           |
| 9  | 2013年 9月20日  | ライブのMC | 梅田彩佳、大家志津香、川栄李奈、山内鈴蘭、渡辺麻友                                                                   |                                                                                    |
| 9  | 2013年 9月20日  | ゴルフ推し | 山内鈴蘭 | 内間D                                                                              |
| 9  | 2013年 9月20日  | プロゴルファーさぶ | 大場美奈、川栄李奈、山内鈴蘭                                                                                         |                                                                                    |
| 9  | 2013年 9月20日  | AKBメンバーの応援メッセージ入り写真を 待受画面にしてちょっとうれしい気分になろう                                                        | 島崎遥香 | 中附P                                                                              |
| 9  | 2013年 9月20日  | バルーンアート職人サヤカ | 秋元才加、大場美奈、大家志津香                                                                                       |                                                                                    |
| 10 | 2013年 9月27日  | どうでもいいジェスチャークイズ | 大島優子 |                                                                                    |
| 10 | 2013年 9月27日  | チャレンジしたがるウグイス嬢 | 北原里英、小嶋菜月、藤江れいな                                                                                       | 内間D、中附P                                                                       |
| 10 | 2013年 9月27日  | 永尾まりやのSexyジャンケン | 永尾まりや |                                                                                    |
| 10 | 2013年 9月27日  | 決められない | 菊地あやか、小嶋菜月、島崎遥香、永尾まりや                                                                           |                                                                                    |
| 10 | 2013年 9月27日  | 横山由依のいじ悪クイズ | 横山由依 |                                                                                    |
| 10 | 2013年 9月27日  | 川栄の大人気ないけどそれでもいいのだ | 川栄李奈 | 子ども (6名)                                                                       |
| 10 | 2013年 9月27日  | 府警のまゆゆ | 梅田彩佳、川栄李奈、渡辺麻友                                                                                         | デヴィ夫人                                                                         |
| 10 | 2013年 9月27日  | 警察犬カールくん | 大家志津香、小嶋菜月、島崎遥香、永尾まりや、横山由依                                                                 |                                                                                    |
| 11 | 2013年 10月4日  | 疑心暗鬼戦士ホンマヤン | 北原里英、小嶋菜月、永尾まりや、横山由依                                                                             |                                                                                    |
| 11 | 2013年 10月4日  | 大家志津香のがんばった分だけ尺がもらえる                                                                                                | 大家志津香 |                                                                                    |
| 11 | 2013年 10月4日  | 生けすの住人 | 内田眞由美、島田晴香、近野莉菜、永尾まりや、松井咲子、 宮崎美穂、渡辺麻友                                            |                                                                                    |
| 11 | 2013年 10月4日  | 永尾まりやのSexyジャンケン | 永尾まりや |                                                                                    |
| 11 | 2013年 10月4日  | 極悪タッグ ザ サドンデス | 大家志津香、北原里英                                                                                                 | アジャ・コング                                                                     |
| 11 | 2013年 10月4日  | 松井咲子がキーボードで弾いたなら | 松井咲子 |                                                                                    |
| 11 | 2013年 10月4日  | 過剰な店員 | 内田眞由美、大場美奈、永尾まりや、藤江れいな                                                                         |                                                                                    |
| 12 | 2013年 10月11日 | 怨み代行ショップ ショップ編 | 入山杏奈、藤江れいな、渡辺麻友                                                                                       |                                                                                    |
| 12 | 2013年 10月11日 | どうでもいいジェスチャークイズ | 大島優子 |                                                                                    |
| 12 | 2013年 10月11日 | 怨み代行ショップ 実行編 | 入山杏奈、大家志津香、渡辺麻友                                                                                       |                                                                                    |
| 12 | 2013年 10月11日 | 小さいもの申す合唱団 | 島崎遥香、藤江れいな                                                                                                 | 白鳥久美子 (たんぽぽ)、中附P                                                       |
| 12 | 2013年 10月11日 | エサを与えないで下さい | 内田眞由美、島田晴香、松井咲子、宮崎美穂                                                                             |                                                                                    |
| 12 | 2013年 10月11日 | あんにんの悲しいフルート | 入山杏奈 |                                                                                    |
| 12 | 2013年 10月11日 | やまびこさん | 入山杏奈、島田晴香、近野莉菜、松井咲子、宮崎美穂                                                                     |                                                                                    |
| 12 | 2013年 10月11日 | 横山由依のいじ悪クイズ | 横山由依 |                                                                                    |
| 13 | 2013年 10月18日 | 松井咲子がキーボードで弾いたなら | 松井咲子 |                                                                                    |
| 13 | 2013年 10月18日 | タレント想いの新人マネージャー | 石田晴香、宮崎美穂                                                                                                   | 鈴木拓 (ドランクドラゴン)                                                          |
| 13 | 2013年 10月18日 | いいこと言う合唱団 ペットボトルゴミの分別編                                                                                             | 島崎遥香、藤江れいな                                                                                                 | 白鳥久美子 (たんぽぽ)                                                              |
| 13 | 2013年 10月18日 | ハングリー | 内田眞由美、北原里英、島田晴香                                                                                       |                                                                                    |
| 13 | 2013年 10月18日 | 永尾まりやのSexyジャンケン | 永尾まりや |                                                                                    |
| 13 | 2013年 10月18日 | 発掘調査 出張ドル箱 なんでも鑑定隊 | 大家志津香、大場美奈、島田晴香、近野莉菜、永尾まりや、 前田亜美、松井咲子、宮崎美穂                                  |                                                                                    |
| 13 | 2013年 10月18日 | 心配性の新人マネージャー | 近野莉菜、藤江れいな、前田亜美                                                                                       | 鈴木拓 (ドランクドラゴン)                                                          |
| 13 | 2013年 10月18日 | まゆゆのさよなら絵描き歌 | 渡辺麻友 |                                                                                    |
| 14 | 2013年 10月25日 | あんにんの悲しいフルート | 入山杏奈 |                                                                                    |
| 14 | 2013年 10月25日 | 言いたい事言ってスッキリハンマー投げ | 前田亜美 |                                                                                    |
| 14 | 2013年 10月25日 | 疑心暗鬼戦士ホンマヤン 恐怖サギ男 | 横山由依、藤江れいな                                                                                                 | 白鳥久美子 (たんぽぽ)                                                              |
| 14 | 2013年 10月25日 | 言いたい事言ってスッキリハンマー投げ | 石田晴香 |                                                                                    |
| 14 | 2013年 10月25日 | アシカ師匠 | 北原里英、近野莉菜、藤江れいな                                                                                       |                                                                                    |
| 14 | 2013年 10月25日 | 南極観測隊 | 石田晴香、梅田彩佳、加藤玲奈、近野莉菜                                                                               | 鈴木拓 (ドランクドラゴン)                                                          |
| 14 | 2013年 10月25日 | AKB48かわいい寝姿選手権 | 北原里英 | 中附P                                                                              |
| 14 | 2013年 10月25日 | 地獄へようこそ | 阿部マリア、中村麻里子、藤江れいな、前田亜美                                                                         |                                                                                    |
| 14 | 2013年 10月25日 | AKB48かわいい寝姿選手権 | 永尾まりや |                                                                                    |
| 14 | 2013年 10月25日 | 言いたい事言ってスッキリハンマー投げ | 宮崎美穂 |                                                                                    |
| 15 | 2013年 11月1日  | AKB48ひまつぶし美術館 (※冒頭挿入) | - (末尾挿入で作品紹介)                                                                                               |                                                                                    |
| 15 | 2013年 11月1日  | どうでもいいジェスチャークイズ | 大島優子 |                                                                                    |
| 15 | 2013年 11月1日  | 無茶ブリ強盗 | 菊地あやか、小嶋菜月、島崎遥香、永尾まりや、藤江れいな                                                               | 白鳥久美子 (たんぽぽ)                                                              |
| 15 | 2013年 11月1日  | 島田晴香のがんばった分だけ尺がもらえる                                                                                                  | 島田晴香 |                                                                                    |
| 15 | 2013年 11月1日  | 出発前のヒロイン | 阿部マリア、加藤玲奈、北原里英、永尾まりや、中村麻里子、 藤江れいな (声のみ)                                         |                                                                                    |
| 15 | 2013年 11月1日  | あんにんの悲しいフルート | 入山杏奈 |                                                                                    |
| 15 | 2013年 11月1日  | 我慢のマジシャン イリュージョンショーPart.1                                                                                             | 梅田彩佳、宮崎美穂                                                                                                   |                                                                                    |
| 15 | 2013年 11月1日  | 横山由依のいじ悪クイズ | 横山由依 |                                                                                    |
| 15 | 2013年 11月1日  | 川栄の大人気ないけど、それでもいいのだ!                                                                                                 | 川栄李奈 | 子ども (6名)                                                                       |
| 15 | 2013年 11月1日  | 我慢のマジシャン イリュージョンショーPart.2                                                                                             | 梅田彩佳、宮崎美穂                                                                                                   |                                                                                    |
| 15 | 2013年 11月1日  | 大家志津香のがんばった分だけ尺がもらえる                                                                                                | 大家志津香 |                                                                                    |
| 15 | 2013年 11月1日  | ゆきりんのこれどこの駅の音? | 柏木由紀 |                                                                                    |
| 15 | 2013年 11月1日  | 我慢のマジシャン イリュージョンショーPart.3                                                                                             | 梅田彩佳、宮崎美穂                                                                                                   |                                                                                    |
| 15 | 2013年 11月1日  | 永尾まりやのSexyにらめっこ | 永尾まりや |                                                                                    |
| 15 | 2013年 11月1日  | AKB48ひまつぶし美術館 (※エンディング)                                                                                                   | 梅田彩佳、前田亜美、永尾まりや ※作品出品者                                                                           |                                                                                    |
| 15 | 2013年 11月1日  | まゆゆのさよなら絵描き歌 | 渡辺麻友 |                                                                                    |
| 16 | 2013年 11月8日  | 店員の多すぎる美容室 | 岩佐美咲、内田眞由美、片山陽加、倉持明日香、竹内美宥、 前田亜美                                                      | 小峠英二 (バイきんぐ)                                                              |
| 16 | 2013年 11月8日  | 突進!となりの晩ごはん | 岩佐美咲、内田眞由美、倉持明日香、田野優花、横山由依                                                                 |                                                                                    |
| 16 | 2013年 11月8日  | AKB48かわいい寝姿選手権 | 川栄李奈 | 中附P                                                                              |
| 16 | 2013年 11月8日  | 岩佐美咲の演歌でお悩み相談 | 岩佐美咲 |                                                                                    |
| 16 | 2013年 11月8日  | 機械に弱い銀行強盗 | 内田眞由美、川栄李奈、佐藤すみれ、高橋朱里、田野優花                                                                 |                                                                                    |
| 16 | 2013年 11月8日  | 岩佐美咲の演歌でお悩み相談 | 岩佐美咲 |                                                                                    |
| 16 | 2013年 11月8日  | ブスのアヒルの子 | 片山陽加、高城亜樹、竹内美宥                                                                                         | 川村エミコ、白鳥久美子 (たんぽぽ)                                                  |
| 17 | 2013年 11月15日 | 横山カプセルA錠 | 横山由依、川栄李奈、倉持明日香、高城亜樹、前田亜美                                                                   |                                                                                    |
| 17 | 2013年 11月15日 | 岩佐美咲の演歌でお悩み相談 | 岩佐美咲 |                                                                                    |
| 17 | 2013年 11月15日 | 絵画展 | 岩佐美咲、内田眞由美、倉持明日香、佐藤すみれ、高橋朱里、 竹内美宥                                                    | 白鳥久美子 (たんぽぽ)                                                              |
| 17 | 2013年 11月15日 | Sexyにらめっこ | 永尾まりや |                                                                                    |
| 17 | 2013年 11月15日 | ATMの行列 | 岩佐美咲、片山陽加、高城亜樹                                                                                         | 川村エミコ (たんぽぽ)、鈴木拓 (ドランクドラゴン)                                   |
| 17 | 2013年 11月15日 | AKB48かわいい寝姿選手権 | 倉持明日香 | 中附P                                                                              |
| 17 | 2013年 11月15日 | 地球防衛軍 | 川栄李奈、佐藤すみれ、高橋朱里、横山由依                                                                             | 川村エミコ、白鳥久美子 (たんぽぽ) 鈴木拓 (ドランクドラゴン)、小峠英二 (バイきんぐ) |
| 17 | 2013年 11月15日 | フープ星人 | 内田眞由美、横山由依                                                                                                 |                                                                                    |
| 18 | 2013年 11月22日 | 期待に応える心霊たち | 大島優子、大島涼花、島田晴香、松井咲子、渡辺美優紀                                                                   |                                                                                    |
| 18 | 2013年 11月22日 | コピー機の永尾 | 永尾まりや、岩立沙穂、髙島祐利奈、前田美月                                                                           |                                                                                    |
| 18 | 2013年 11月22日 | フープ星人 | 内田眞由美、横山由依                                                                                                 |                                                                                    |
| 18 | 2013年 11月22日 | 第一話 80休さんヤンキーにからまれるの巻                                                                                                 | 市川美織、内田眞由美、島田晴香、渡辺美優紀                                                                           |                                                                                    |
| 18 | 2013年 11月22日 | AKB48かわいい寝姿選手権 | 高城亜樹 | 中附P                                                                              |
| 18 | 2013年 11月22日 | 最終回 80休さんヤンキーに仕返しするの巻                                                                                                 | 市川美織、内田眞由美、島田晴香、渡辺美優紀                                                                           |                                                                                    |
| 18 | 2013年 11月22日 | ゆきりんのこれどこの駅の音? | 柏木由紀 |                                                                                    |
| 18 | 2013年 11月22日 | クイズ決勝戦 | 大島涼花、島田晴香、永尾まりや、松井咲子                                                                             | 番組スタッフ (数名)                                                                |
| 18 | 2013年 11月22日 | 大家志津香のがんばった分だけ尺がもらえる                                                                                                | 大家志津香 |                                                                                    |
| 18 | 2013年 11月22日 | みるきーの激おこぷんぷん丸 | 渡辺美優紀 |                                                                                    |
| 19 | 2013年 11月29日 | みるきーの激おこぷんぷん丸 | 渡辺美優紀 |                                                                                    |
| 19 | 2013年 11月29日 | ラジオドラマ | 大島優子、大島涼花、島田晴香、竹内美宥、永尾まりや、 松井咲子、山内鈴蘭                                              |                                                                                    |
| 19 | 2013年 11月29日 | 時限爆弾 Part.1 | 髙島祐利奈、永尾まりや、松井咲子 (声のみ)                                                                            |                                                                                    |
| 19 | 2013年 11月29日 | ドランクドラゴン鈴木によるAKB48の学校 鈴木コント学院                                                                                    | 岩立沙穂、島田晴香、髙島祐利奈、永尾まりや、松井咲子                                                                 | 鈴木拓 (ドランクドラゴン)                                                          |
| 19 | 2013年 11月29日 | 時限爆弾 Part.2 | 髙島祐利奈、永尾まりや、松井咲子 (声のみ)                                                                            |                                                                                    |
| 19 | 2013年 11月29日 | ダジャレ好きの寿司屋 | 阿部マリア、倉持明日香、前田亜美、宮崎美穂                                                                           |                                                                                    |
| 20 | 2013年 12月6日  | 永尾まりやの知ってるようで知らない 身近なあるものが隙間を通過するけど 何が通過したのでしょうかクイズ                                    | 永尾まりや |                                                                                    |
| 20 | 2013年 12月6日  | 80休さんNEO 第一話 80休さんテレビ局へ行くの巻                                                                                           | 市川美織、田名部生来                                                                                                 | アジャ・コング、鈴木拓 (ドランクドラゴン)                                          |
| 20 | 2013年 12月6日  | ゆきりんのこれどこの駅の音? | 柏木由紀 |                                                                                    |
| 20 | 2013年 12月6日  | 荒れ果てた村 | 阿部マリア、内田眞由美、梅田彩佳、片山陽加、高橋朱里、 田名部生来、田野優花、前田亜美                                |                                                                                    |
| 20 | 2013年 12月6日  | フープ星人 | 内田眞由美、横山由依                                                                                                 |                                                                                    |
| 20 | 2013年 12月6日  | THEマイク | 伊豆田莉奈、片山陽加、加藤玲奈、高橋朱里、田名部生来、 藤江れいな                                                    | 鈴木拓 (ドランクドラゴン)                                                          |
| 20 | 2013年 12月6日  | 咲子が吹く名言アーカイブクイズ | 松井咲子 |                                                                                    |
| 20 | 2013年 12月6日  | 80休さんNEO 第二話 80休さんチンピラにからまれるの巻                                                                                     | 伊豆田莉奈、市川美織、片山陽加、田野優花                                                                             | アジャ・コング                                                                     |
| 20 | 2013年 12月6日  | 横山由依のいじ悪クイズ | 横山由依 |                                                                                    |
| 20 | 2013年 12月6日  | 遠い国のスター | 阿部マリア、内田眞由美、梅田彩佳、片山陽加、加藤玲奈、 島田晴香、高橋朱里、田名部生来、田野優花、前田亜美、 宮崎美穂 |                                                                                    |
| 20 | 2013年 12月6日  | みるきーの激おこぷんぷん丸 | 渡辺美優紀 |                                                                                    |
| 21 | 2013年 12月13日 | みるきーの激おこぷんぷん丸 | 渡辺美優紀 |                                                                                    |
| 21 | 2013年 12月13日 | キングコブラ | 内田眞由美、梅田彩佳、倉持明日香、田野優花、前田亜美                                                                 |                                                                                    |
| 21 | 2013年 12月13日 | 永尾まりやの知ってるようで知らない 身近なあるものが隙間を通過するけど 何が通過したのでしょうかクイズ                                    | 永尾まりや |                                                                                    |
| 21 | 2013年 12月13日 | ゴキブリの世界から | 川栄李奈、倉持明日香、橋本耀、茂木忍、渡辺麻友                                                                       |                                                                                    |
| 21 | 2013年 12月13日 | 咲子が吹く名言アーカイブクイズ | 松井咲子 |                                                                                    |
| 21 | 2013年 12月13日 | キングコブラ | 内田眞由美、梅田彩佳、倉持明日香、田野優花、前田亜美                                                                 |                                                                                    |
| 21 | 2013年 12月13日 | 宇宙人に恋をした | 市川美織、加藤玲奈                                                                                                   |                                                                                    |
| 21 | 2013年 12月13日 | もの申す合唱団 外でいちゃつき編 | 島崎遥香、藤江れいな                                                                                                 | 白鳥久美子(たんぽぽ)、中附P                                                        |
| 21 | 2013年 12月13日 | キングコブラ | 内田眞由美、梅田彩佳、倉持明日香、田野優花、前田亜美                                                                 |                                                                                    |
| 21 | 2013年 12月13日 | 横山由依のいじ悪クイズ | 横山由依 |                                                                                    |
| 21 | 2013年 12月13日 | ハワイ帰りの芸能人 | 伊豆田莉奈、片山陽加、加藤玲奈、高橋朱里、田野優花、 藤江れいな                                                      | アジャ・コング、鈴木拓 (ドランクドラゴン) 住職、報道陣 (9名)                       |
| 21 | 2013年 12月13日 | 倉持明日香の我が愛しのスーパースター列伝 誰が何をしているのでしょうかクイズ                                                             | 倉持明日香 |                                                                                    |
| 21 | 2013年 12月13日 | まゆゆの知ってるようで知らない 意外なところに落とし穴 これも罪なんだっての絵描き歌                                                      | 渡辺麻友 |                                                                                    |
| 22 | 2013年 12月20日 | ドランクドラゴン鈴木によるAKB48の学校 鈴木コント学院                                                                                    | 伊豆田莉奈、岩立沙穂、川栄李奈、峯岸みなみ、渡辺麻友                                                                 | 鈴木拓 (ドランクドラゴン) 監督 (声のみ、キュー出し)                                |
| 22 | 2013年 12月20日 | ため口マン | 橋本耀、前田美月、峯岸みなみ、茂木忍                                                                                 |                                                                                    |
| 22 | 2013年 12月20日 | ドランクドラゴン鈴木によるAKB48の学校 鈴木コント学院                                                                                    | 伊豆田莉奈、岩立沙穂、川栄李奈、峯岸みなみ、渡辺麻友                                                                 | 鈴木拓 (ドランクドラゴン) 監督 (声のみ、キュー出し)                                |
| 22 | 2013年 12月20日 | ヨイショ刑事 | 伊豆田莉奈、川栄李奈、平田梨奈、前田美月、武藤十夢                                                                   |                                                                                    |
| 23 | 2014年 1月10日  | まゆゆのブレスレット | 渡辺麻友、川栄李奈、茂木忍                                                                                           |                                                                                    |
| 23 | 2014年 1月10日  | AKB48のおばちゃん | 柏木由紀、倉持明日香、高橋朱里、竹内美宥、名取稚菜                                                                   | 児嶋一哉 (アンジャッシュ)                                                          |
| 23 | 2014年 1月10日  | まゆゆのブレスレット | 渡辺麻友、川栄李奈、茂木忍                                                                                           |                                                                                    |
| 23 | 2014年 1月10日  | 咲子が吹く名言アーカイブクイズ | 松井咲子 |                                                                                    |
| 23 | 2014年 1月10日  | 山奥に泊まろう! | 渡辺麻友、岩立沙穂、村山彩希、平田梨奈、武藤十夢                                                                     |                                                                                    |
| 23 | 2014年 1月10日  | まゆゆのブレスレット | 渡辺麻友、川栄李奈、茂木忍                                                                                           |                                                                                    |
| 23 | 2014年 1月10日  | 清純派大女優倉持 | 倉持明日香、川栄李奈、武藤十夢、茂木忍                                                                               | 高山善廣、番組スタッフ (4名)                                                       |
| 23 | 2014年 1月10日  | 永尾まりやの知ってるようで知らない 身近なあるものが隙間を通過するけど 何が通過したのでしょうかクイズ                                    | 永尾まりや |                                                                                    |
| 24 | 2014年 1月17日  | 鍋奉行柏木 | 柏木由紀、阿部マリア、竹内美宥、名取稚菜                                                                             |                                                                                    |
| 24 | 2014年 1月17日  | こちら恋愛警備員 | 阿部マリア、大場美奈、大家志津香、名取稚菜                                                                           |                                                                                    |
| 24 | 2014年 1月17日  | 鍋奉行柏木 | 柏木由紀、阿部マリア、竹内美宥、名取稚菜                                                                             |                                                                                    |
| 24 | 2014年 1月17日  | レモンマン | 阿部マリア、市川美織、大場美奈、島田晴香、竹内美宥                                                                   |                                                                                    |
| 24 | 2014年 1月17日  | アンジャッシュ児嶋がAKB48にコントを教える 開校!児嶋コントカレッジ                                                                       | 阿部マリア、佐藤すみれ、高橋朱里                                                                                     | 児嶋一哉 (アンジャッシュ)                                                          |
| 24 | 2014年 1月17日  | 倉持明日香の我が愛しのスーパースター列伝 誰が何をしているのでしょうかクイズ                                                             | 倉持明日香 |                                                                                    |
| 24 | 2014年 1月17日  | アンジャッシュ児嶋がAKB48にコントを教える 開校!児嶋コントカレッジ ～実践編～                                                            | 阿部マリア、市川美織、佐藤すみれ、高橋朱里                                                                           | 児嶋一哉 (アンジャッシュ) 番組スタッフ (声のみ、キュー出し)                        |
| 24 | 2014年 1月17日  | こちら恋愛警備員 | 大場美奈、竹内美宥、中田ちさと                                                                                       |                                                                                    |
| 25 | 2014年 1月24日  | 責任感の強い総監督 | 佐々木優佳里、高橋みなみ                                                                                             | 鈴木拓 (ドランクドラゴン)                                                          |
| 25 | 2014年 1月24日  | 幸せを呼ぶはずの妖精 | 柏木由紀、倉持明日香、阿部マリア、島田晴香、中田ちさと                                                               |                                                                                    |
| 25 | 2014年 1月24日  | みるきーの激おこぷんぷん丸 | 渡辺美優紀 |                                                                                    |
| 25 | 2014年 1月24日  | 罪歌舞郎太 | 梅田彩佳、大島涼花、峯岸みなみ、山内鈴蘭                                                                             | 黒子 (2名)                                                                         |
| 25 | 2014年 1月24日  | 自信回復クリニック | 大場美奈、倉持明日香、島田晴香、竹内美宥                                                                             | 児嶋一哉 (アンジャッシュ)                                                          |
| 25 | 2014年 1月24日  | まゆゆの知ってるようで知らない 意外なところに落とし穴 これも罪なんだっての絵描き歌                                                      | 渡辺麻友 |                                                                                    |
| 26 | 2014年 1月31日  | 女優 倉持明日香 | 倉持明日香、佐藤すみれ、大場美奈、市川美織、大家志津香、 島田晴香、高橋朱里                                          | カンペ、報道陣 (数名)                                                              |
| 26 | 2014年 1月31日  | 77年後 | 高橋みなみ、佐々木優佳里、大島涼花、田野優花、伊豆田莉奈、 峯岸みなみ                                                |                                                                                    |
| 26 | 2014年 1月31日  | 女優 大家志津香 | 大家志津香、倉持明日香、佐藤すみれ、市川美織、大場美奈、 島田晴香、高橋朱里                                          | カンペ、報道陣 (数名)                                                              |
| 26 | 2014年 1月31日  | 釣り堀 | 入山杏奈、田野優花、峯岸みなみ、山内鈴蘭                                                                             |                                                                                    |
| 26 | 2014年 1月31日  | 倉持明日香の我が愛しのスーパースター列伝 誰が何をしているのでしょうかクイズ                                                             | 倉持明日香 |                                                                                    |
| 26 | 2014年 1月31日  | 虫歯 | 伊豆田莉奈、入山杏奈、梅田彩佳、大島涼花、高城亜樹、 高橋みなみ、田野優花、峯岸みなみ                                |                                                                                    |
| 26 | 2014年 1月31日  | まゆゆの知ってるようで知らない 意外なところに落とし穴 これも罪なんだっての絵描き歌                                                      | 渡辺麻友 |                                                                                    |
| 27 | 2014年 2月7日   | アンジャッシュ児嶋がAKB48にコントを教える 開校!児嶋コントカレッジ ～2時間目～                                                           | 阿部マリア、市川美織、佐藤すみれ、高橋朱里                                                                           | 児嶋一哉 (アンジャッシュ)                                                          |
| 27 | 2014年 2月7日   | ズバッと悩み解決 詩人いりを | 入山杏奈、高橋みなみ、田名部生来                                                                                     |                                                                                    |
| 27 | 2014年 2月7日   | アンジャッシュ児嶋がAKB48にコントを教える 開校!児嶋コントカレッジ                                                                       | 阿部マリア、市川美織、佐藤すみれ、高橋朱里                                                                           | 児嶋一哉 (アンジャッシュ)、 番組スタッフ (声のみ、キュー出し)                      |
| 27 | 2014年 2月7日   | 2代目フープ星人 | 永尾まりや、前田亜美                                                                                                 |                                                                                    |
| 27 | 2014年 2月7日   | 罪歌舞郎太 | 峯岸みなみ、田名部生来、高城亜樹                                                                                     | 黒子 (2名)                                                                         |
| 27 | 2014年 2月7日   | 倉持明日香の我が愛しのスーパースター列伝 誰が何をしているのでしょうか?クイズ                                                            | 倉持明日香 |                                                                                    |
| 27 | 2014年 2月7日   | 似顔絵 | 高橋みなみ、梅田彩佳、大島涼花、田野優花                                                                             |                                                                                    |
| 27 | 2014年 2月7日   | ズバッと悩み解決 詩人いりを | 入山杏奈、梅田彩佳、田名部生来                                                                                       |                                                                                    |
| 27 | 2014年 2月7日   | 優子は最初何の絵を描いていたでしょうか? 巻き戻してみればわかるに違いないクイズ                                                          | 大島優子 |                                                                                    |
| 28 | 2014年 2月14日  | 参上!!怪物トリオ | 大島優子、島崎遥香、永尾まりや、阿部マリア                                                                           |                                                                                    |
| 28 | 2014年 2月14日  | 森けんいち先生 | 阿部マリア、岩佐美咲、内山奈月、前田亜美、宮崎美穂、 藤田奈那                                                        |                                                                                    |
| 28 | 2014年 2月14日  | 2代目フープ星人 | 永尾まりや、前田亜美                                                                                                 |                                                                                    |
| 28 | 2014年 2月14日  | 通訳 戸田遥香 | 島崎遥香、片山陽加、茂木忍                                                                                           | スティーブン                                                                       |
| 28 | 2014年 2月14日  | ホットケーキ師匠 永尾 | 永尾まりや、阿部マリア、前田亜美、宮崎美穂                                                                           |                                                                                    |
| 28 | 2014年 2月14日  | 警備員は見た!! | 田名部生来、峯岸みなみ                                                                                               | 鈴木拓 (ドランクドラゴン)                                                          |
| 28 | 2014年 2月14日  | 優子は最初粘土を使って 何をつくっていたのでしょうか? 巻き戻してみればわかるに違いないクイズ                                             | 大島優子 |                                                                                    |
| 28 | 2014年 2月14日  | AKB48に丸投げのコーナー | 田野優花、伊豆田莉奈                                                                                                 |                                                                                    |
| 29 | 2014年 2月21日  | 参上!!怪物トリオ | 阿部マリア、大島優子、島崎遥香、永尾まりや、茂木忍                                                                   |                                                                                    |
| 29 | 2014年 2月21日  | 島田晴香のがんばった分だけ尺がもらえる                                                                                                  | 島田晴香 |                                                                                    |
| 29 | 2014年 2月21日  | お好み焼き師匠 永尾 | 阿部マリア、永尾まりや、前田亜美、宮崎美穂                                                                           |                                                                                    |
| 29 | 2014年 2月21日  | 横山由依のいじ悪クイズ | 横山由依 |                                                                                    |
| 29 | 2014年 2月21日  | 台本マン | 阿部マリア、片山陽加、倉持明日香、島崎遥香、竹内美宥                                                                 | 番組スタッフ (カンペ)                                                              |
| 29 | 2014年 2月21日  | 優子は原形をとどめなくなったこの写真は いったい誰の写真をひどいことにしてしまった のでしょうか？ 巻き戻してみればわかるに違いないクイズ | 大島優子 |                                                                                    |
| 29 | 2014年 2月21日  | 岩佐美咲の演歌でお悩み相談&励まし | 岩佐美咲 |                                                                                    |
| 29 | 2014年 2月21日  | 目玉焼き師匠 永尾 | 阿部マリア、永尾まりや、前田亜美、宮崎美穂                                                                           |                                                                                    |
| 29 | 2014年 2月21日  | AKB48に丸投げのコーナー | 阿部マリア、市川美織                                                                                                 |                                                                                    |
| 29 | 2014年 2月21日  | Sexyにらめっこ | 永尾まりや |                                                                                    |
| 30 | 2014年 2月28日  | 恋人がマネージャー | 相笠萌、髙島祐利奈、高城亜樹、茂木忍                                                                                 |                                                                                    |
| 30 | 2014年 2月28日  | そうだったのか先生 | 相笠萌、髙島祐利奈、高城亜樹、茂木忍                                                                                 |                                                                                    |
| 30 | 2014年 2月28日  | 永尾まりやの知ってるようで知らない 身近なあるものが隙間を通過するけど 何が通過したのでしょうかクイズ                                    | 永尾まりや |                                                                                    |
| 30 | 2014年 2月28日  | 定年退職前の怪人 | 石田晴香、梅田彩佳、髙島祐利奈、高城亜樹、中村麻里子、 前田美月                                                      |                                                                                    |
| 30 | 2014年 2月28日  | そうだったのか先生 | 相笠萌、髙島祐利奈、高城亜樹、茂木忍                                                                                 |                                                                                    |
| 30 | 2014年 2月28日  | 梅田彩佳 中村麻里子 がんばった分だけ尺がもらえる                                                                                        | 梅田彩佳、中村麻里子                                                                                                 |                                                                                    |
| 30 | 2014年 2月28日  | ATMの中のおばあちゃん | 石田晴香、岩立沙穂、小嶋菜月、中村麻里子、藤江れいな、 前田美月                                                      |                                                                                    |
| 30 | 2014年 2月28日  | そうだったのか先生 | 相笠萌、髙島祐利奈、高城亜樹、前田美月、茂木忍                                                                       |                                                                                    |
| 30 | 2014年 2月28日  | 岩佐美咲の演歌でお悩み相談&励まし | 岩佐美咲 |                                                                                    |
| 31 | 2014年 3月7日   | 児嶋の弟子 | 岩田華怜、加藤玲奈、竹内美宥、宮崎美穂、武藤十夢                                                                     | 児嶋一哉 (アンジャッシュ)                                                          |
| 31 | 2014年 3月7日   | 恋愛駅員 第一話 三角関係 | 岩立沙穂、髙島祐利奈、中村麻里子、茂木忍                                                                             |                                                                                    |
| 31 | 2014年 3月7日   | 天才子役 きたお君 | 岩田華怜、北原里英、高橋朱里、永尾まりや、武藤十夢                                                                   | 番組スタッフ (声のみ、キュー出し)                                                  |
| 31 | 2014年 3月7日   | 恋愛駅員 第二話 帰郷 | 大家志津香、髙島祐利奈、藤江れいな                                                                                   |                                                                                    |
| 31 | 2014年 3月7日   | サイコロトークマン | 片山陽加、佐々木優佳里、高橋朱里、竹内美宥、永尾まりや                                                               |                                                                                    |
| 31 | 2014年 3月7日   | 恋愛駅員 最終話 失恋 | 石田晴香、髙島祐利奈、高城亜樹                                                                                       |                                                                                    |
| 31 | 2014年 3月7日   | AKB48に丸投げのコーナー | 大場美奈、島田晴香                                                                                                   |                                                                                    |
| 31 | 2014年 3月7日   | 岩田華怜のアメリカンジョーク侍 | 岩田華怜 |                                                                                    |
| 32 | 2014年 3月14日  | 児嶋を待ち続けた中華店 | 北原里英、高橋朱里、永尾まりや、前田亜美                                                                             | 児嶋一哉 (アンジャッシュ)                                                          |
| 32 | 2014年 3月14日  | 岩田華怜のHow toアメリカンジョーク | 岩田華怜 |                                                                                    |
| 32 | 2014年 3月14日  | お金は計画的に | 阿部マリア、大島涼花、片山陽加、佐々木優佳里、竹内美宥、 永尾まりや                                                  |                                                                                    |
| 32 | 2014年 3月14日  | いじ悪クイズ | 横山由依 |                                                                                    |
| 32 | 2014年 3月14日  | 洗濯機の永尾 | 片山陽加、竹内美宥、永尾まりや、前田亜美                                                                             |                                                                                    |
| 32 | 2014年 3月14日  | 髙島祐利奈 中村麻里子 がんばった分だけ尺がもらえる                                                                                      | 髙島祐利奈、中村麻里子                                                                                               |                                                                                    |
| 32 | 2014年 3月14日  | 楽屋ドロボーのヒーロー | 阿部マリア、岩田華怜、大島涼花、片山陽加、加藤玲奈、 北原里英、竹内美宥                                              | 児嶋一哉 (アンジャッシュ)                                                          |
| 32 | 2014年 3月14日  | AKB48に丸投げのコーナー | 阿部マリア、竹内美宥                                                                                                 |                                                                                    |
| 32 | 2014年 3月14日  | 岩佐美咲の演歌でお悩み相談&励まし | 岩佐美咲 |                                                                                    |
| 33 | 2014年 3月21日  | ずっこけ大家族 | 片山陽加、加藤玲奈、竹内美宥、永尾まりや、前田亜美                                                                   | 中附P                                                                              |
| 33 | 2014年 3月21日  | サイコロトークマン | 岩田華怜、大島涼花、菊地あやか、高橋朱里、宮崎美穂                                                                   |                                                                                    |
| 33 | 2014年 3月21日  | 2代目フープ星人 | 永尾まりや、前田亜美                                                                                                 |                                                                                    |
| 33 | 2014年 3月21日  | AKB48に丸投げのコーナー | 佐々木優佳里 |                                                                                    |
| 33 | 2014年 3月21日  | BGM | 阿部マリア、竹内美宥、前田亜美                                                                                       |                                                                                    |
| 33 | 2014年 3月21日  | AKB48に丸投げのコーナー | 大家志津香、名取稚菜                                                                                                 |                                                                                    |
| 33 | 2014年 3月21日  | 紋所 | 片山陽加、加藤玲奈、菊地あやか、佐々木優佳里、高橋朱里、 永尾まりや、宮崎美穂                                        |                                                                                    |
| 33 | 2014年 3月21日  | 岩田華怜のHow toアメリカンジョーク | 岩田華怜 |                                                                                    |
| 33 | 2014年 3月21日  | 永尾まりやの知ってるようで知らない 身近なあるものが隙間を通過するけど 何が通過したのでしょうかクイズ                                    | 永尾まりや |                                                                                    |